# Horní Tříč
Horní Tříč je vesnice, část města Vysoké nad Jizerou v okrese Semily. Nachází se asi 1,5 kilometru východně od Vysokého nad Jizerou.
Horní Tříč leží v katastrálním území Tříč o rozloze 3,3 km².

## Historie a etymologie názvu
Tříč se poprvé připomíná roku 1634 jako Tržticza, Pržiwlak nebo Altdorf, české jméno se odvozuje etymologicky od názvu třtina pro rákos, protože vesnice ležela u pramene potoka. Podle situace potoka, vlévajícího se do řeky Jizery, by se označení dalo vztáhnout spíše na Dolní Tříč. Od 1. ledna 1976 byla Tříč rozdělena na dvě obce: západní osada se jmenuje Horní Tříč a východní je Dolní Tříč.